# 打毬

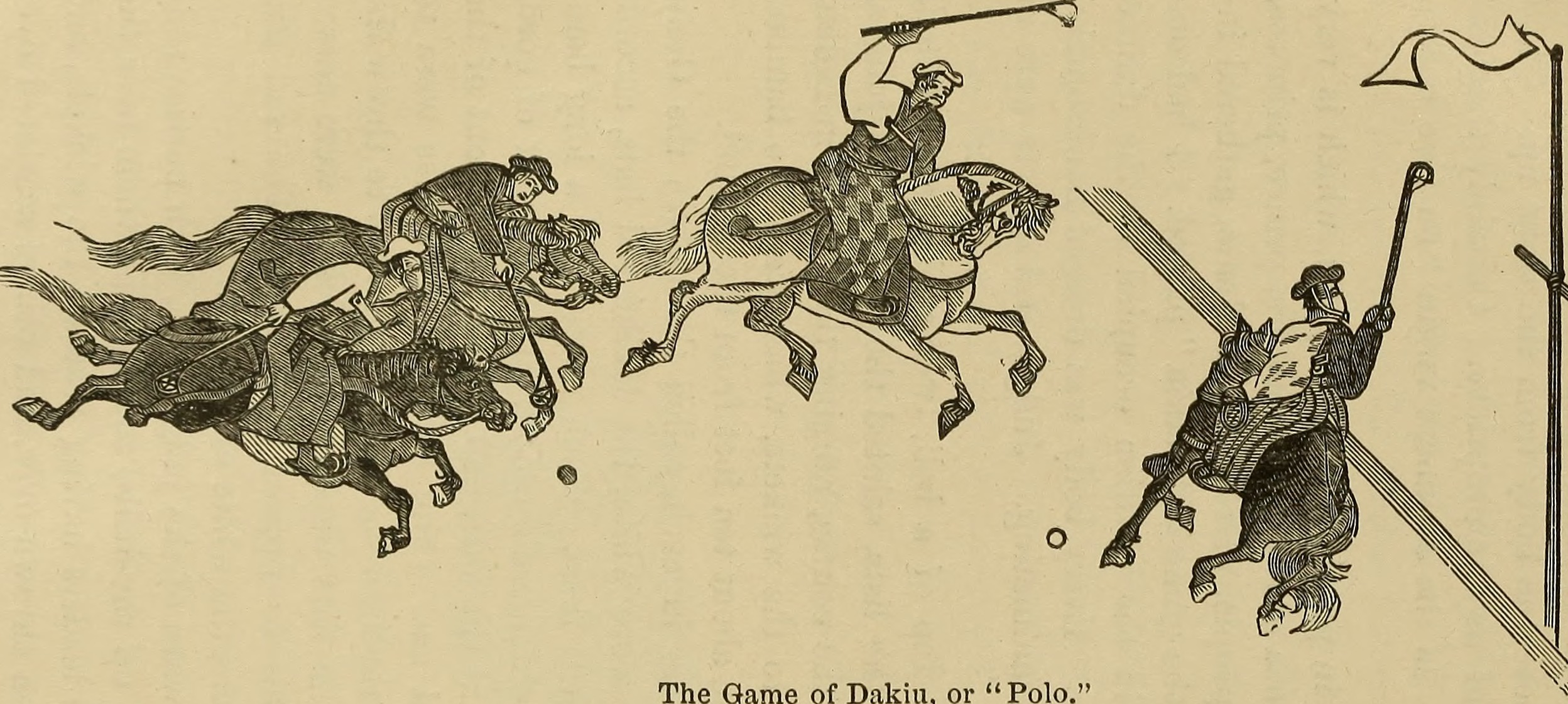
日本の打毬の様子（ウィリアム・グリフィス著『The Mikado's Empire（ミカドの帝国）』より）

打毬（だきゅう）は日本の競技・遊戯。馬に騎った者らが2組に分かれ、打毬杖（だきゅうづえ。毬杖）をふるって庭にある毬を自分の組の毬門に早く入れることを競う。現在は、宮内庁と青森県八戸市の長者山新羅神社、山形県山形市の豊烈神社にのみ伝承され、両神社では騎馬ではない「徒打毬（かちだきゅう）」も行われる。
紀元前6世紀のペルシャ（現在のイラン）を起源とし、日本には渤海使から伝えられたもので、ペルシャからヨーロッパに伝播してイギリスで近代化されたポロとは同源とされる。

## 沿革

### 起源
中国からの伝来時期は不明であるものの、『万葉集』巻6には神亀4年（727年）正月に王子諸臣が春日野に集まり、打毬をおこなったことが見える。この時の状況として、にわかに雲行きが怪しくなり、雨が降り、稲妻が走ったが、こうした天変が起きた際、本来、侍従や内舎人を勤めていた王諸臣は天皇の元に馳せ参じなければならなかったが、京外の春日野において打毬に興じ、これを知った聖武天皇（時に27歳）が刑罰として、授刀舎人寮に閉じ込め、外出を禁じた（禁足刑とした）という内容である。

### 平安時代
『西宮記』に5月6日に天皇が武徳殿に行幸して打毬を観覧したことが見え、それによれば打毬者40人（左右近衛府官人以下各15人、兵衛府官人以下各10人）を2番として、各左右馬寮の馬をひきいて、左右近衛の陣の後から、毬門の東辺を経てつらなって、内匠寮から上る毬子29を柳営に盛って、机に置き、主上（天皇）への拝の後に馬に騎ってともに階下に進むと大臣が毬を投げ、これを互いに争い打ちながら、南北15丈で高さ2丈ほどの柱2本を立てて設けた毬門に投げ入れ、もし勝てば幡を挙げて示し、ついで奏楽が行われることになっている。

### 江戸時代
いつの間にか衰えたが、江戸時代になって練武の必要から享保年間に徳川吉宗により再興された。例えば、弘化2年8月から同3年に行われた大坂城在番の記録には、在番中の大番が打毬を行ったという記述が複数ある。
江戸時代の方法は、毬門に紅白の験を立てて、毬門内に騎者10人、左右5騎ずつくつわを並べ、控える。騎者の後方左右に、勝負の合図に鉦鼓を打つ役人がいて、毬目付毬奉行門のかたわらでたがいに毬の出入りを検し、勝敗を分かつことを司る。また、勝振麾という紅白の麾を左右にならべたて、毬が門にはいるたびごとにこれをふりあげ、また毬がすべて入り終わったときに勝鬨歌をあげるのにもちいる。馬場の他方の端には、紅白の毬を左右相対して数十ずつ並べて、柱2本を立てて、これに目当ての験として紅白の麾がつけてある。中央には毬奉行1人が扇子をもって控える。
定刻になると、馬場殿から継上下着用の役人が来て、毬奉行に打毬を開始するようにという君命を伝える。毬奉行は毬門のほうにむかって日の丸の扇子を開いて、頭上高くあげて、合図を送る。合図に応じて、毬門内に控えていた騎者らは毬杖を横にして右の手綱にもちそえ、馬乗袴、綾藺笠、紅白縮緬の襷、同じ笠標を腰にさし、左右に敵味方相対して、一直線に乗りとおり、順次駐まる。毬門の方の毬目付が合図の麾をあげると、各騎者は杖を下し、毬目付が麾をふりあげると、端の馬から順番に声を発し、早足で乗り出し、自分の毬をすくってはわれさきに投げ入れる。最初に毬を入れた者は、毬に続いて自分も毬門に乗り込み、声をあげると、そのときその方の麾をふる。これは初入の手柄という。もし門の外から毬が入ったときは、やり直しである。
白方へ紅毬、紅方へ白毬といりみだれて入ったときは、たがいに入れさせないよう馬を乗りまわして、敵方の行方を遮りさまたげる。初入のない間は、互いに敵の毬に触れることは禁じられ、初入のあった後は、敵の毬をすくって後へ戻すことができ、双方初入のあった後は、相互に敵の毬を戻し味方の毬を入れようと争うことができた。毬がことごとく入ってしまったときは、勝方の鉦鼓をならし、勝方の勝振麾をあげ、勝敗の決したことをしらせる。これを見て勝ち方の騎者はみな毬杖をふりあげながら味方の毬門から乗りこみ勝鬨をあげる。負方は門外にひかえ、勝鬨が終わり毬奉行が合図の扇子を出すときにウマをもとの地に駐める。坊主はこの間に毬を拾って器に入れ、もとのように並べ、2回目に入る。
2回目は最初、端の馬であった者は後にまわり、2番目の者が端になり、3回目には3騎目、4回目には4騎目と、順番に端を騎り、4回目で全体の勝敗を決する。勝ち方は君前に召し出され、ほうびの禄をたまわる例であった。

## 器具
毬は、かつては毛を入れて作り、革または布でつつみ、周囲約8寸、円形または楕円形であった。
毬杖は、篠竹を馬の背丈の長さに切り、大竹をわりまげて鉤形にしたものを先に結びつけ、細紐で網がはってあった。

## 備考
- 山形市の豊烈神社の打毬（山形県無形民俗文化財）は、文政4年（1821年）に水野忠邦（当時は浜松藩主）が藩祖水野忠元を祀る神社を創建した際、神事として打毬を奉納したことに始まる[2]。忠邦の子・水野忠精が山形藩に移され、豊烈神社も山形に移転した[3]。
- 高知県では江戸時代に武家の娯楽として土佐の国技の1つと数えられていた。毎年の春に式典があり、柳原の堤上にあった南馬場では、武家の青年たちが紅白の組に分かれて打毬を行う「大分かれ」が開催されていた。毬の数は平均14個、毬杖は「箆（へら）」と呼ばれ、少年が競う「陸打毬」、成人男性が競う「馬打毬」に分かれていたが、明治維新後に導入された野球などの西洋スポーツの普及で戦前期に消滅した[4]。
- 第二次世界大戦中の1942年、スポーツ団体が政府外郭団体「大日本体育会」に組織替えされた際、日本ゴルフ協会は解散して「大日本体育会打球部会」となった[5]。戦時体制下で「一部の階層の遊び」と見なされたゴルフに対する風当たりは強く、ゴルフそのものの存続も危ぶまれる状況であったが、石井光次郎理事長がかつて見た文化映画の「奈良朝の打毬」を思い出し、「ゴルフは日本古来の遊戯を復活したもの」と強弁することで、大日本体育会の部会として存続することができ、スポーツとしての消滅を免れたというエピソードがある[5]。